# Carolina Mejía
Rosa Carolina Mejía Gómez de Garrigó (Santiago de los Caballeros, Provincia de Santiago; 28 de marzo de 1969) es una política, economista y empresaria dominicana. Es la actual alcaldesa del Distrito Nacional, la primera mujer en asumir el cargo.

## Primeros años y educación

### Primeros años
Carolina Mejía nació el 28 de marzo de 1969, en la ciudad de Santiago de los Caballeros, República Dominicana. Criada en un ambiente familiar católico y políticamente conservador. Su padre, Hipólito Mejía, es un perito agrónomo y político dominicano, quien además fue elegido Presidente de la República Dominicana en las elecciones presidenciales de 2000. Su madre, Rosa Gómez de Mejía, cursó estudios en Educación (centrados en Orientación Estudiantil), fue primera dama de la República Dominicana durante la gestión presidencial de su esposo Hipólito Mejía Domínguez. dedicó una parte de su vida al voluntariado social. Carolina, creció junto a sus tres hermanos: Felipe, Ramón Hipólito y Lissa.

### Educación
En 1986, Carolina Mejía tras graduarse como bachiller en Ciencias y Letras del Colegio Santo Domingo, viajó a Montreal (Canadá) donde asistió al O’Sullivan College y a la Universidad de Concordia; en aquellos centros realizó un "Office System Technology Course" y "French as a Second Language". Más tarde, en 1987 inició sus estudios en la Pontificia Universidad Católica Madre y Maestra, donde fue graduada como Licenciada en Economía en 1991. Para el 2002-2003, durante la gestión presidencial de su padre, Carolina Mejía cursó el diplomado "Dirección de Marketing" de la Escuela de Negocios BARNA.

## Matrimonio y familia
En 1993, Mejía contrajo matrimonio con Juan Garrigó Lefeld, un empresario del sector asegurador dominicano, con quien procreó tres hijos: Juan de Jesús, Diego José e Isabel Carolina.

## Vida profesional
En 1991, Mejía se inició en la Compañía Dominicana de Teléfonos (CODETEL) como encargada de las Relaciones Comerciales con las telefónicas de Estados Unidos y Canadá hasta 1993. Durante el período 2000-2004 se desempeñó como "Coordinadora del Consejo Asesor del Presidente de la República Dominicana", también en dicho período, específicamente en el transcurso del año 2003-2004, fue nombrada "Embajadora Adscrita a la Cancillería, Encargada de Acuerdos Comerciales y Miembro del Equipo coordinador para el Acuerdo de Libre Comercio con los Estados Unidos (DR-CAFTA)" (2003-2004), y fungió como "Miembro Suplente de la Junta Monetaria del Banco Central de la República Dominicana", respectivamente. Desde el año 1998 es Socia y Vicepresidente Comercial de la empresa R.H. Mejia y Co., SRL en la comercialización de frutas frescas  principalmente manzanas, uvas y cítricos.

## Actualidad
En la actualidad, Carolina Mejía es una de las principales figuras del Partido Revolucionario Moderno (PRM), reconocida por su continua labor social y comunitaria. En las elecciones generales de 2016, fue candidata a la Vicepresidencia de la República por el Partido Revolucionario Moderno (PRM).